# Assassin’s Creed
Assassin’s Creed (с англ. — «Кредо ассасина») — медиафраншиза компании Ubisoft, основанная на серии компьютерных игр. Первая игра вышла в 2007 году, последняя —  Assassin’s Creed Shadows, вышла 20 марта 2025 года. Большинство частей франшизы являются играми в жанре приключенческого боевика с открытым миром, где особое внимание уделяется скрытому перемещению и паркуру.
Действие игр серии Assassin’s Creed происходит в разные эпохи в истории человечества и в разных странах, на фоне различных исторических событий, таких как Третий крестовый поход или Великая французская революция, с добавлением тем научной фантастики, мифологии и криптоистории. Игры серии основаны на  Ассасинах из Ирана. Объединяющий сюжет, затрагивающий в том числе и XXI век, рассказывает о многовековой тайной борьбе двух организаций — тамплиеров и ассасинов. Согласно отчёту, опубликованному Ubisoft в сентябре 2016 года, совокупные продажи игр серии Assassin’s Creed составили более 100 миллионов копий. В 2025 году Ubisoft объявила о реструктуризации и в партнёрстве с Tencent создала новую дочернюю компанию, которая будет заниматься развитием франшизы, руководителями стали Кристоф Деренн и Чарли Гиймо.

## История
| 2007 | Assassin’s Creed                      |
| 2008 | Assassin’s Creed: Altaïr’s Chronicles |
| 2009 | Assassin’s Creed: Bloodlines          |
| 2009 | Assassin’s Creed II                   |
| 2009 | Assassin’s Creed II: Discovery        |
| 2010 | Assassin’s Creed: Brotherhood         |
| 2011 | Assassin’s Creed: Revelations         |
| 2012 | Assassin’s Creed III                  |
| 2012 | Assassin’s Creed III: Liberation      |
| 2013 | Assassin’s Creed IV: Black Flag       |
| 2013 | Assassin’s Creed: Pirates             |
| 2014 | Assassin’s Creed: Freedom Cry         |
| 2014 | Assassin’s Creed Unity                |
| 2014 | Assassin’s Creed Identity             |
| 2014 | Assassin’s Creed Rogue                |
| 2015 | Assassin’s Creed Chronicles: China    |
| 2015 | Assassin’s Creed Syndicate            |
| 2016 | Assassin’s Creed Chronicles: India    |
| 2016 | Assassin’s Creed Chronicles: Russia   |
| 2017 | Assassin’s Creed Origins              |
| 2018 | Assassin’s Creed Odyssey              |
| 2018 | Assassin’s Creed Rebellion            |
| 2019 |                                       |
| 2020 | Assassin’s Creed Valhalla             |
| 2021 |                                       |
| 2022 |                                       |
| 2023 | Assassin’s Creed Mirage               |
| 2024 |                                       |
| 2025 | Assassin’s Creed Shadows              |

### Компьютерные игры

#### Основные
Канадская студия-разработчик Ubisoft Montreal в начале 2000-х годов занималась выпуском игр по франшизам компании Disney. Один из работников студии, Патрис Дезиле, после выпуска Donald Duck: Goin' Quackers в 2001 году, в разработке которой он принимал участие в качестве главного дизайнера, начал задумываться о выпуске более «серьёзных» игр. Примерно в это же время другая команда разработчиков в Ubisoft Montreal закончила разработку в последующем успешной Tom Clancy’s Splinter Cell и теперь студия искала идеи для следующего своего крупного проекта. Этим проектом стал перезапуск серии игр Prince of Persia.

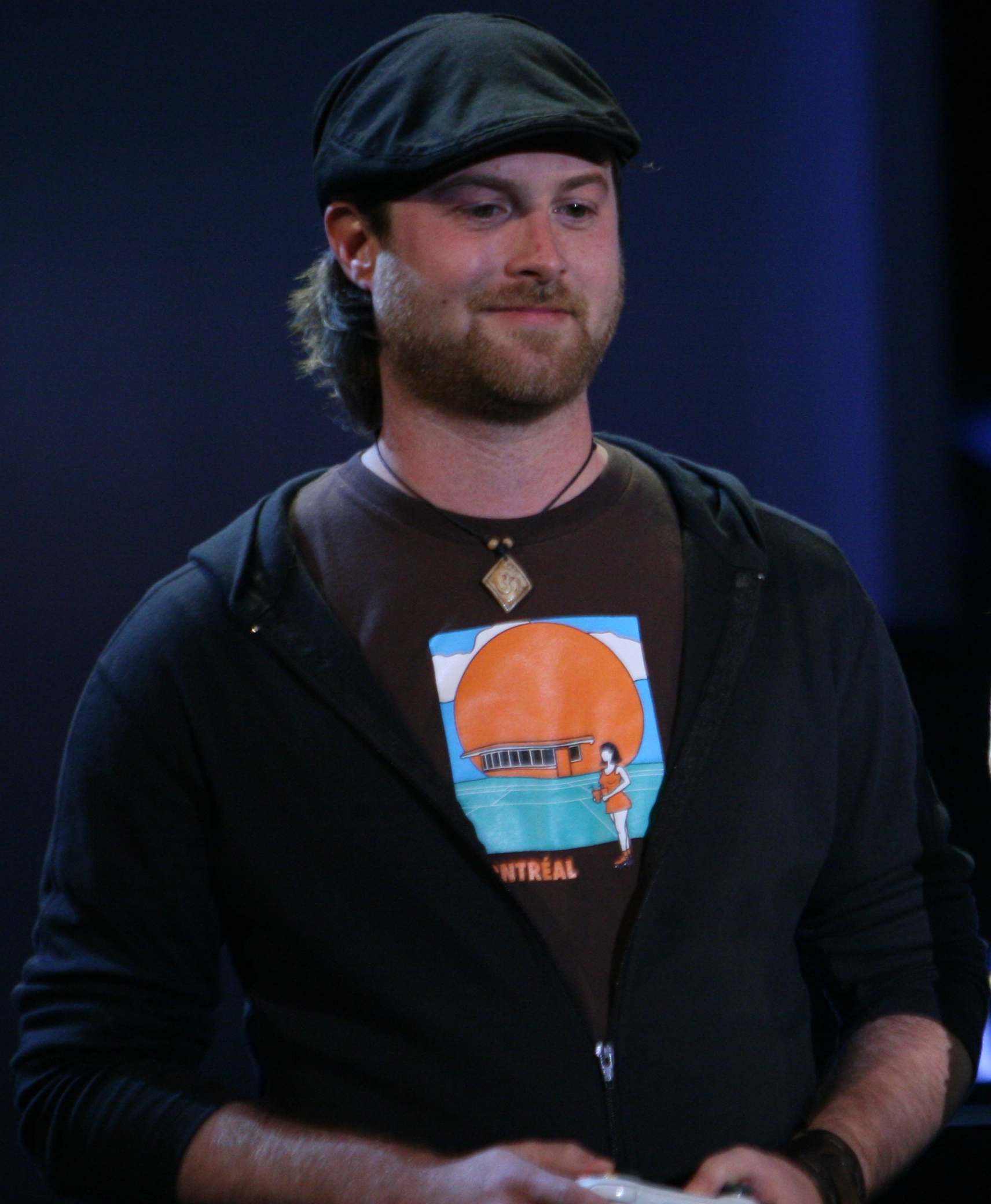
Патрис Дезиле в 2007 году

Дезиле имел несколько идей насчёт данного перезапуска. В Монреаль был приглашён создатель Prince of Persia, Джордан Мекнер, которому был показан короткий ролик, где Принц достигал своей цели при помощи искусства паркура, в частности — бега по стенам. После показанного ролика Мекнер согласился принять участие в разработке игры и написал для новой Prince of Persia сценарий, а Дезиле был назначен главным дизайнером. Перезапуск получил подзаголовок The Sands of Time и после выхода стал одной из самых успешных игр студии. Ubisoft сразу же начала производство продолжений и большая часть команды, работавшей на The Sands of Time, была привлечена к их разработке. Тем не менее Дезиле, а также ещё 6 разработчикам была дана творческая свобода для начала работы над игрой в серии Prince of Persia для следующего поколения консолей.
Разработка новой игры началась в январе 2004 года. Дезиле, будучи фанатом истории, начал исследование истории Средней Азии и нашёл орден Хашашинов, секту XII века, которая позже послужила прототипом ордена Ассасинов. Команда разработчиков хотела внедрить в свою игру такую же систему перемещения, как и в Sands of Time, но при этом проект должен был иметь открытый мир. Тем не менее разработчики не имели движка, на котором было бы возможно построить данный тип игры. Первые 2 года разработки игра носила имя Prince of Persia: Assassins, но перед выставкой GDC 2006 было изменено на Assassin’s Creed.
После того, как концепт игры становился все более конкретным и команда начала переходить к этапам предпроизводства и производства, разработчики поняли, что для создания такой амбициозной игры им нужна помощь. Команда стремительно начала пополняться новыми кадрами. По словам Стефана Аустодориана, программиста искусственного интеллекта и игрового процесса, который присоединился к разработке в октябре 2004 года, примерно в это же время к команде присоединилась Джейд Редмонд в качестве продюсера. К моменту выхода Assassin’s Creed в 2007 году к её разработке были привлечены 190 человек.
Assassin’s Creed изначально вышла 14 ноября 2007 года. Через 2 года, в 2009 году было выпущено продолжение — Assassin’s Creed II. Её сиквел, Assassin’s Creed: Brotherhood, вышел в 2010 году, а в 2011 году был выпущен триквел Assassin’s Creed: Revelations. Assassin’s Creed III вышла 30 октября 2012 года. Следующая часть серии, Assassin’s Creed IV Black Flag, вышла 29 октября 2013 года и стала первой игрой серии, вышедшей на игровых приставках восьмого поколения PlayStation 4 и Xbox One.
В 2014 году вышли сразу 2 основные игры серии: 21 марта 2014 года была официально анонсирована Assassin’s Creed Unity, а 5 августа того же года состоялся анонс Assassin’s Creed Rogue. Первая игра была рассчитана на приставки восьмого поколения и персональные компьютеры под управлением Windows, в то время как вторая изначально планировалась к выходу как последняя игра серии для седьмого поколения. Обе игры вышли 11 ноября 2014 года. В 2015 году состоялся выход Assassin’s Creed Syndicate. В 2016 году не было выпущено ни одной основной игры серии. По словам Ива Гиймо, исполнительного директора Ubisoft, издатель дал дополнительное время компании-разработчику для того, чтобы «воспользоваться всеми новыми технологиями».
Спустя год была анонсирована Assassin’s Creed Origins, которая вышла 27 октября 2017 года. Assassin’s Creed Odyssey, была анонсирована 1 июня 2018 года и вышла 5 октября 2018 года. Assassin’s Creed Valhalla, была анонсирована 29 апреля 2020 года и вышла 10 ноября 2020 года.
В 2025 году Алекс Хатчинсон рассказал, что в первоначальные планы Ubisoft входило только создание трилогии, где все части были сюжетно связаны друг с другом, причём последняя полностью происходила бы в современную эпоху. Однако коммерческий успех сподвиг к продолжению франшизы, ввиду чего руководство приняло решение «убить» Дезмонда Майлса и начать «с чистого листа». Поскольку это случилось до выхода Assassin’s Creed III, сценаристам пришлось переработать историю так, чтобы в ней остались заделы для потенциальных сиквелов или спин-оффов. Стремление добавить RPG-элементы в Assassin’s Creed Origins связано с целью отсрочить перепродажу игр, где значительную прибыль получала сеть GameStop. Увеличение времени прохождения в условиях проблем с мультиплеером тогда казалось самым подходящим, по словам Хатчинсона, приключенческие экшены очень дорогие в расчёте на час геймплея. Дизайнер уровней Люк Планте сообщил, что компания планирует вернуться к основному конфликту между ассасинами и тамплиерами, а также к современным сюжетным линиям, которые отошли на второй план в предыдущих играх, таких как Assassin’s Creed Shadows.

#### Спин-оффы
Помимо основной линейки игр компания Ubisoft выпустила ряд ответвлений. Первый спин-офф под названием Assassin’s Creed: Altaïr’s Chronicles был выпущен в 2008 году. В 2009 году состоялся выход Assassin's Creed: Bloodlines и Assassin’s Creed II: Discovery. В 2012 году вышла Assassin’s Creed III: Liberation. В 2013 году Ubisoft выпустила Assassin’s Creed: Pirates. В 2014 году дополнение Freedom Cry для Assassin’s Creed IV Black Flag было выпущено в качестве самостоятельной игры на платформах PlayStation 3, PlayStation 4 и Windows (версии для консолей Xbox не были выпущены). В том же году была выпущена очередная мобильная игра серии под названием Assassin’s Creed Identity. В 2015—2016 годах были выпущены игры линейки Assassin’s Creed Chronicles: выход China состоялся в 2015 году, а India и Russia были задержаны до 2016 года. Последний на данный момент спин-офф, Assassin’s Creed Rebellion, был выпущен в 2018 году.

### Фильмы

#### Кредо убийцы
В октябре 2012 года компания Ubisoft объявила о подписании контракта с New Regency о совместном производстве полнометражного фильма Assassin’s Creed, а дистрибьютором фильма была названа компания 20th Century Fox.
В 2013 году продюсером фильма стал Фрэнк Маршалл. Главную роль получил актёр Майкл Фассбендер. Съёмки планировалось начать в августе 2014 года, а релиз фильма был назначен на 7 августа 2015 года. Изначально сценаристом фильма был Майкл Лесли, однако его сценарий не устроил продюсеров, и он был заменён на Скотта Фрэнка, который, в свою очередь, был заменён на Адама Купера и Билла Колладжа. Режиссёрское кресло занял Джастин Курзель. В начале 2015 года к актёрскому составу присоединилась Марион Котийяр, а также в съёмках задействованы Майкл Кеннет Уильямс и Ариана Лабед. В январе 2015 года дата премьеры фильма была перенесена на 21 декабря 2016 года, а в феврале 2015 года было объявлено о начале производства. Также стало известно, что фильм не будет иметь прямой связи с играми. «Кредо убийцы» вышел 21 декабря 2016 года в большинстве стран, а 5 января 2017 года — в России. При бюджете в 125 миллионов долларов фильм собрал 240,9 миллионов в мировом прокате.

#### Другие
В 2009 году на сайте YouTube появился короткометражный фильм «Assassin's Creed: Lineage», рассказывающий о Джованни Аудиторе — отце Эцио (главного героя во второй части, Brotherhood и Revelations). В 2010 году вышел короткометражный мультфильм «Assassin’s Creed: Ascendance», рассказывающий о Чезаре Борджиа. В специальных изданиях Assassin’s Creed: Revelations — Animus Edition и Collectors Edition включён мультфильм «Assassin’s Creed: Embers», рассказывающий о последних годах жизни уже пожилого Эцио.
В 2017 году Ади Шанкар, продюсер анимационного мини-сериала Castlevania, на своей странице в социальной сети Facebook анонсировал выход аниме-сериала по мотивам Assassin’s Creed.

### Книги
Серия книг, основанная на основной серии игр, написана Оливером Боуденом. Первый роман, «Assassin’s Creed: Renaissance», был опубликован 2009 году и основан на второй части. В 2010 году был опубликован «Assassin’s Creed: Brotherhood» по одноимённой части. В июле 2011 года вышел роман «Assassin’s Creed: The Secret Crusade» по мотивам первой игры и подробно рассказывает о главном герое — Альтаире, в ноябре того же года вышел роман «Assassin’s Creed: Revelations». 4 декабря 2012 года вышел роман «Assassin’s Creed: Forsaken», повествующий о Хэйтеме Кэнуэе. 26 ноября 2013 года вышел «Assassin’s Creed: Black Flag». В ноябре 2014 года вышел «Assassin’s Creed: Unity». 5 ноября 2015 года вышел «Assassin’s Creed: Underworld», повествующий о Генри Грине, начиная до событий Syndicate и заканчивая финальной миссией за Иви.

### Комиксы
После выхода первой игры серии был выпущен комикс «Assassin’s Creed: Graphic Novel». С ноября 2010 года по январь 2011 было выпущено три выпуска комикса «Assassin’s Creed: The Fall», рассказывающие о Дэниэле Кроссе и его прадеде, русском ассассине Николае Орлове. В августе 2012 года вышел комикс-продолжение — «Assassin's Creed: The Chain». 31 октября 2013 года вышел комикс «Assassin’s Creed: Brahman» Брендона Флетчера, действие которого происходит в Индии XIX века. Начиная с октября 2015 выходит мини-серия «Assassin’s Creed: Trial by Fire». С августа 2013 в японском журнале Jump была опубликована манга «Assassin’s Creed 4: Black Flag».
С 2009 года по 2014 выходила серия графических романов под издательством Les Deux Royaumes. Данная серия комиксов насчитывает 6 томов. Некоторые элементы серии позже стали каноничными.
13 ноября 2009 года под названием «Desmond», основанное на первых двух частях игровой серии. Первый, второй и третий том («Aquilus» и «Accipiter») повествуют о совершенно новых героях — Аквилусе и Ассипитре, соответственно. Следующие три тома («Hawk», «El Cakr», «Leila») рассказывают о новом герое, современном ассасине, Джонатане Хоке и его предке — Нума Ал’Хамсин.

## Сюжет
Сюжет игр основан на многовековой войне между тамплиерами и ассасинами. Главный герой — Дезмонд Майлс, потомок ассасинов, с помощью Анимуса — машины, которая считывает память предков из ДНК, — он переживает заново события далёкого прошлого. Его цель — узнать, где его предки спрятали «Частицы Эдема», и достать их раньше тамплиеров, а также предотвратить конец света.
Действие первой игры серии происходит параллельно в 2012 и 1191 годах. В первом случае главным героем является бармен Дезмонд Майлс, похищенный учёными корпорации «Абстерго Индестриз». При помощи Анимуса они пытаются восстановить фрагмент из жизни далёкого предка Дезмонда — Альтаира ибн Ла-Ахада, ассасина, действовавшего в эпоху Крестовых походов, — чтобы получить некую необходимую им информацию.
Действие Assassin’s Creed II происходит одновременно в 2012 и в эпоху Ренессанса в 1476—1499 годах в Италии. Дезмонд и Люси Стиллман, оперативник Абстерго, сбегают из «Абстерго Индестриз» и присоединяются к современным ассассинам в лице Шона Гастингса и Ребекки Крэйн, которые разработали усовершенствованную версию Анимуса, при помощи которой Дезмонд исследует воспоминания другого своего предка — Эцио Аудиторе да Фиренце, молодого флорентийского аристократа. В продолжении Assassin’s Creed II, Assassin’s Creed: Brotherhood, события снова развиваются вокруг Дезмонда и Эцио одновременно в 2012 и в 1499—1507 годах. Сюжет развивается непосредственно после окончания событий Assassin’s Creed II. Дезмонд, Люси, Шон и Ребекка занимаются поиском Яблока Эдема. Эцио Аудиторе продолжает свою борьбу с орденом тамплиеров в Риме.
Основные события Assassin’s Creed: Revelations происходят в 1511—1512 годах в Константинополе, где главным героем снова является Эцио Аудиторе. Также в игре рассказывается о дальнейшей жизни Альтаира и судьбе ордена ассасинов.
В Assassin’s Creed III Дезмонд исследует воспоминания очередного своего предка — индейца-полукровки Коннора Кенуэя, а действие сюжетной кампании в прошлом переносится в Америку времён Войны за независимость и охватывает период с 1754 по 1783 год. Данная игра является последней, где Дезмонд Майлс выступает главным героем.
События Assassin’s Creed IV Black Flag развиваются с 1715 по 1722 годы в Золотую эпоху пиратства в Вест-Индии. Главный герой — пират-ассасин Эдвард Кенуэй, отец Хэйтема Кенуэя и дед Коннора из Assassin’s Creed III, чьи воспоминания исследует аналитик «Абстерго Индестриз».
В Rogue центральным персонажем стал бывший ассасин Шэй Патрик Кормак, ставший тамплиером. Сюжет игры разворачивается в Северной Америке с 1752 по 1761 годы во времена Семилетней войны.
События Assassin’s Creed Unity происходят в Париже в период Великой французской революции, где главным героем является ассасин австрийско-французского происхождения по имени Арно Дориан.
События Assassin’s Creed Syndicate разворачиваются в Лондоне XIX века — в викторианскую эпоху. Главными героями являются близнецы Джейкоб и Иви Фрай.
События Assassin’s Creed Origins происходят в Древнем Египте в 49-43 годах до нашей эры, в эпоху правления Клеопатры. Origins рассказывает о появлении Братства ассасинов. Главными героями являются Байек, последний меджай, и его жена — Айя, которые пытаются уничтожить Орден Древних.
События Assassin’s Creed Odyssey происходят в Древней Греции в 431 году до нашей эры, в начале Пелопоннесской войны. Главным героем выступает Алексиос / Кассандра — потомок царя Леонида, который должен найти членов своей семьи и остановить Культ Космоса, могущественную тайную организацию.
В Assassin’s Creed: Valhalla сюжет игры разворачивается в эпоху викингов с 8-го до второй половины 11-го века. Главным героем является Эйвор, предводитель клана викингов Ворона. Эйвор с кланом ведут путь в Англию для того, чтобы захватить новые земли.
В Assassin’s Creed Mirage действия происходят в Багдаде в 861 году, за 12 лет до событий Valhalla, и посвящены молодости Басима и его становлению в качестве мастера в Братстве ассасинов, которые борются за мир и свободу против Ордена тамплиеров, стремящихся к миру через контроль.
В Assassin’s Creed Shadows действие происходит в феодальной Японии в период с 1579 по 1580-е годы, главными героями стали куноити Наоэ и самурай Ясукэ.
Главным героем фильма «Кредо убийцы» стал Каллум Линч, который является потомком ассасина Агилара, жившего в XV веке в Испании.

## Игровой процесс
Основные игры серии Assassin’s Creed, вышедшие до Assassin’s Creed Odyssey, относятся к жанру action-adventure с элементами стелс-экшена. Assassin’s Creed Odyssey и Valhalla позиционируются разработчиками как игры в жанре action RPG. Все основные игры имеют открытый мир, который представлен одной или несколькими локациями. Игровые локации в зависимости от части имеют разный масштаб и могут быть представлены как одним городом или небольшим участком сельской местности (например, в Assassin’s Creed III представлены города Бостон и Нью-Йорк), так и целой страной (например, в Assassin’s Creed Origins и Odyssey в уменьшенном масштабе представлены нынешние территории Египта и Греции соответственно).
Почти все основные части имеют 2 сюжетные линии: в каждой части присутствует сюжетная линия в прошлом времени, которая в различных играх франшизы происходит в разные эпохи истории человечества; в большинстве частей также присутствует сюжетная линия в настоящем времени.
В зависимости от части в сюжетной линии в прошлом времени игрок может управлять одним или двумя протагонистами. В зависимости от игры функция выбора протагониста реализована различными способами: например, в Assassin’s Creed III повествование от одного протагониста к другому переходит после прохождения нескольких заданий сюжетной кампании, в Syndicate игрок может свободно переключаться между 2 протагонистами, в Origins в нескольких заданиях основной сюжетной линии управление переключается на другого персонажа, а в Odyssey игрок может выбрать одного протагониста из двух представленных. Протагонисты сюжетных кампаний в прошлом, за исключением Альтаира ибн Ла-Ахада и Эцио Аудиторе да Фиренце, меняются в каждой части. В сюжетной линии в настоящем один и тот же герой обычно является протагонистом сразу нескольких частей. Например, Дезмонд Майлс выступает протагонистом первых 5 частей (начиная с Assassin’s Creed и заканчивая Assassin’s Creed III), а Лейла Хассан является главной героиней Assassin’s Creed Origins, Odyssey и Valhalla.
Одной из особенностей игр серии Assassin’s Creed является использование искусства паркур для перемещения по игровому миру: игрок может «зацепиться» за любой выступ, забраться на любую постройку и т. д. Во всех играх серии есть «точки обзора» — здания или природные возвышенности, забравшись на которые, игрок может выполнить «синхронизацию» — открытие некоторой части карты (в играх до Assassin’s Creed Origins) и точки быстрого перемещения (начиная с Assassin’s Creed IV Black Flag). После выполнения «синхронизации» игрок может сделать «Прыжок веры» — выдуманный игровой прыжок, который позволяет осуществить быстрый спуск со здания или возвышенности в смягчающую падение среду (стог сена, водное пространство и т. д.). Также во многих играх серии присутствуют предметы коллекционирования и случайные события в открытом мире. Помимо передвижения пешком, игровой персонаж может использовать различные транспортные средства: лошадей, кареты, колесницы. В Assassin’s Creed III, IV Black Flag, Rogue, Odyssey и в нескольких миссиях Origins игрок может использовать боевые корабли для перемещения и выполнения заданий. Во всех играх, кроме оригинальной Assassin’s Creed, персонаж умеет плавать.
Система миссий в различных играх серии имеет разную структуру: в большинстве игр распространена система, когда выбранное задание выполняется всегда последовательно, отсутствует возможность переключения между миссиями в любой момент, а условием поражения является невыполнение миссии или смерть персонажа. Тем не менее в Assassin’s Creed Unity, Origins и Odyssey используется система миссий, аналогичная таковой в играх жанра action RPG, когда игрок в любое время может переключиться на выполнение другого задания, а условием поражения обычно является только смерть героя. Обычно миссии можно пройти 2 способами: «скрытым» — незаметное уничтожение врагов и выполнение целей, и «громким» — вступление в открытый бой с противником или группой противников.
Система вооружения игр серии представлена различными видами мечей и сабель, луками и пистолетами, разнообразными приспособлениями (например, духовая трубка с дротиками со снотворным или дымовые шашки), а также «скрытым клинком» — вымышленным оружием ближнего боя, присутствующее во всех основных частях франшизы, кроме Odyssey, которое позволяет устранить любого противника с одного удара, если персонаж не был замечен.
В зависимости от части серии игроку могут противостоять несколько видов противников. Противники, как и главный герой, могут использовать оружия ближнего и дальнего боя, щиты и приспособления, могут блокировать атаки и контратаковать героя. В некоторых частях присутствуют боссы. Кроме противников-людей, в некоторых частях встречаются агрессивные к протагонисту дикие животные.
В играх серии (начиная с Assassin’s Creed Brotherhood и заканчивая IV Black Flag) присутствует многопользовательский режим. В Assassin’s Creed Unity есть кооперативный режим на 4 игрока.

## Отзывы и критика
| Игра                            | GameRankings                                                                    | Metacritic                                    |
| ------------------------------- | ------------------------------------------------------------------------------- | --------------------------------------------- |
| Assassin's Creed                | (PC) 79.87% (PS3) 79,30 % (X360) 82,92 %                                        | (PC) 79 (PS3) 81 (X360) 81                    |
| Assassin's Creed II             | (PC) 83.50% (PS3) 90.71% (X360) 90.01%                                          | (PC) 86 (PS3) 91 (X360) 90                    |
| Assassin's Creed: Brotherhood   | (PC) 87.64% (PS3) 89.92% (X360) 90.62%                                          | (PC) 88 (PS3) 90 (X360) 89                    |
| Assassin's Creed: Revelations   | (PC) 74.67% (PS3) 80.05% (X360) 79.04%                                          | (PC) 80 (PS3) 80 (X360) 80                    |
| Assassin's Creed III            | (PC) 80.75% (PS3) 85.56% (X360) 84.92% (WIIU) 83.00%                            | (PC) 80 (PS3) 85 (WIIU) 85 (X360) 84          |
| Assassin's Creed IV: Black Flag | (PC) 82.86% (PS3) 87.62% (PS4) 85.31% (X360) 85.74% (XONE) 81.00% (WIIU) 87.00% | (PC) 84 (PS3) 88 (PS4) 83 (WIIU) 86 (X360) 86 |
| Assassin's Creed Rogue          | (PC) 69.75% (PS3) 74.06% (PS4) 70.92% (X360) 73.13% (XONE) 70.00%               | (PC) 74 (PS3) 72 (PS4) 71 (X360) 72 (XONE) 71 |
| Assassin's Creed Unity          | (PC) 73,33% (PS4) 68,11% (XONE) 70,18%                                          | (PC) 70 (PS4) 70 (XONE) 72                    |
| Assassin's Creed Syndicate      | (PC) 70.20% (PS4) 77.80% (XONE) 82.27%                                          | (PC) 74 (PS4) 76 (XONE) 78                    |
| Assassin's Creed Origins        | (PC) 82.22% (PS4) 82.81% (XONE) 85.42%                                          | (PC) 84 (PS4) 81 (XONE) 85                    |
| Assassin's Creed Odyssey        | (PC) 90.00% (PS4) 84.36% (XONE) 87.83%                                          | (PC) 86 (PS4) 83 (XONE) 87                    |
| Assassin's Creed Valhalla       | —                                                                               | (PC) 82 (PS4) 80 (XONE) 82 (XSX) 84 (PS5) 84  |

Большинство основных игр серии получили преимущественно положительные отзывы. Средний балл различных игр серии по данным агрегатора оценок Metacritic варьируется от 70 до 90 баллов из 100 возможных. В своей статье об истории серии автор сайта Игромания Дарья Буданова писала, что «миллионы геймеров по всему миру вместе с Дезмондом и его преемниками пережили захватывающее приключение длиною в жизнь», а также сдержанно похвалила франшизу за то, что несмотря на «конвейерность», «избитый» сюжет и поднадоевшие механику паркура и скрытый клинок, у компании Ubisoft получился «отличный симулятор альтернативного прошлого». В обзоре на Assassin’s Creed Origins рецензент данного сайта Алексей Пилипчук написал, что «за всю историю серии Assassin’s Creed не было ни одной игры, обошедшейся без серьёзных недостатков». Портал GameSpot в своём материале, посвящённом истории серии, писал, что франшиза всегда была известна богатством сюжетной линии и проработанностью вымышленной игровой вселенной и мифологии.
Николас Кантин, арт-директор первой Assassin’s Creed, в интервью Polygon рассказал, что считает, что каждая последующая игра серии является более масштабной и выглядит более великолепно, чем предыдущая. Также, по его мнению данная франшиза практически стала частью поп-культуры.
Киноадаптация 2016 года получила в основном отрицательные отзывы критиков: средняя оценка на агрегаторе оценок Metacritic составляет 36 баллов на основе 38 рецензий, на Rotten Tomatoes — 17 %.

## Наследие

### Утечки информации
Информация об играх серии неоднократно попадала в Интернет до анонса той или иной части. По данным портала IGN «слив» информации о последней основной игре серии, Assassin’s Creed Odyssey стал тринадцатым по счёту. В сеть попадали сведения о всех основных играх серии за исключением Assassin’s Creed II. Первой утекла информация об оригинальной игре, в апреле 2006 года, когда была зарегистрирована торговая марка «Assassin’s Creed». Спустя 4 года, в апреле 2010 года, пользователи заметили, что Ubisoft зарегистрировала доменные имена для Assassin’s Creed Brotherhood и Driver: San Francisco. Через год, в апреле 2011 года, пользователи портала NeoGAF смогли извлечь информацию об Assassin’s Creed Revelations из поста Ubisoft в Facebook. В феврале 2012 года, благодаря одному из сотрудников Best Buy, в сеть попала информация об Assassin’s Creed III. В июне того же года один из пользователей NeoGAF разместил на данном сайте информацию об Assassin’s Creed III: Liberation. В феврале 2013 года, благодаря утекшему в сеть изображению постера, были раскрыта информация об Assassin’s Creed IV Black Flag и её сеттинге. В сентябре 2013 года утекла информация об HD-версии Assassin’s Creed III: Liberation. В марте 2014 года, благодаря порталу Kotaku одновременно утекла информация сразу о 2 играх серии: Assassin’s Creed Unity и Comet (кодовое имя Assassin’s Creed Rogue). Меньше, чем через месяц в сети появилась информация о сеттинге и герое проекта Comet. В декабре того же года сайтом Kotaku была «слита» информация об Assassin’s Creed 2015 года (изначально — с подзаголовком Victory), которая позже была представлена, как Assassin’s Creed Syndicate. В январе 2016 года, почти за 2 года до выхода, вновь благодаря Kotaku в сети появилась информация об Assassin’s Creed Origins (под кодовым именем Empire), её сеттинге, а также о Watch Dogs 2. Информация о Assassin’s Creed Odyssey была «слита» порталом JeuxVideoLive в мае 2018 года.

### Коллаборации и кроссоверы
Assassin’s Creed IV: Black Flag представила персонажа Оливье Гарно, CEO вымышленной компании-разработчика компьютерных игр Abstergo Entertainment (которая помогает Ubisoft в разработке игр серии Assassin’s Creed согласно сюжету игр серии). Согласно сюжету игры Гарно отправляется в Чикаго, где происходит действие другой игры Ubisoft — Watch Dogs. В последней Гарно выступает в качестве субъекта побочного задания. В другой игре серии, Assassin’s Creed Origins, в игровых записях упоминается инцидент с Гарно в Чикаго, который проиллюстрирован изображением, где протагонист Watch Dogs, Эйден Пирс, убивает его. В компьютерной игре 2009 года Academy of Champions: Soccer, Альтаир появляется в качестве играбельного персонажа наряду с другими персонажами Ubisoft. В другой игре Ubisoft, For Honor, c 20 декабря 2018 года по 10 января 2019 года проходит событие-кроссовер, посвящённое серии Assassin’s Creed в рамках которого игроки могут получить различные тематические предметы.
В компьютерной игре Soulcalibur V Эцио появляется в качестве играбельного бойца и присутствует на бокс-арте игры.
Sackboy, играбельный персонаж LittleBigPlanet, может быть одет в костюм Эцио. В Prince of Persia: The Forgotten Sands этот же костюм присутствует в качестве открываемой награды в Uplay. В Prince of Persia 2008 года, костюм Альтаира может быть разблокирован с помощью кода, который давался за предзаказ игры. В Final Fantasy XIII-2 присутствует костюм Эцио из Assassin’s Creed: Revelations в качестве дополнительного контента. В компьютерной игре Team Fortress 2 присутствуют 2 промо-предмета, которые были представлены в 2011 году, за несколько месяцев до выхода Assassin’s Creed: Revelations. Оба предмета рассчитаны на класс Шпион: первым предметом является скрытый клинок, вторым — капюшон от костюма Эцио в Revelations.
В Metal Gear Solid 4: Guns of the Patriots костюм Альтаира доступен в качестве открываемой награды, хотя, первоначально, это была всего лишь первоапрельская шутка Хидэо Кодзимы. Позже, в Assassin’s Creed Brotherhood, появился костюм Райдена, показанный в Guns of The Patriots, в качестве открываемой награды. В Metal Gear Solid: Peace Walker игрок может прыгнуть в стог сена с крыши (что сопровождается «орлиным» звуковым эффектом, используемым в играх серии Assassins' Creed, когда игрок совершает прыжок веры).
С 31 августа 2017 года по 31 января 2018 года в качестве дополнительного контента в компьютерной игре Final Fantasy XV производства Square Enix прошёл ограниченный по времени тематический фестиваль-коллаборация, посвящённый Assassin’s Creed, под названием Assassin’s Festival,. Данный дополнительный контент был представлен геймплейными элементами из игр серии Assassin’s Creed, новыми побочными квестами, мини-играми и эксклюзивными предметами из частей франшизы. В свою очередь в Assassin’s Creed Origins появился новый побочный квест, за прохождение которого игрок получал тематические предметы экипировки. В компьютерной игре Monster Hunter: World в 2018 году появился квест-кроссовер за прохождение которого игроку даются костюмы Эцио и Байека из Assassin’s Creed II и Assassin’s Creed Origins соответственно.